# 哈特切特 (阿拉巴馬州)
哈特切特（英語：Hatchet）是一個位於美國阿拉巴馬州庫薩縣的非建制地區。該地的面積和人口皆未知。

## 地理
哈特切特的座標為33°01′00″N 86°06′18″W / 33.01666°N 86.105°W，而該地最高點為海拔高度273米（即896英尺）。